# Les Aveugles (Maeterlinck)
Pour les articles homonymes, voir Les Aveugles.

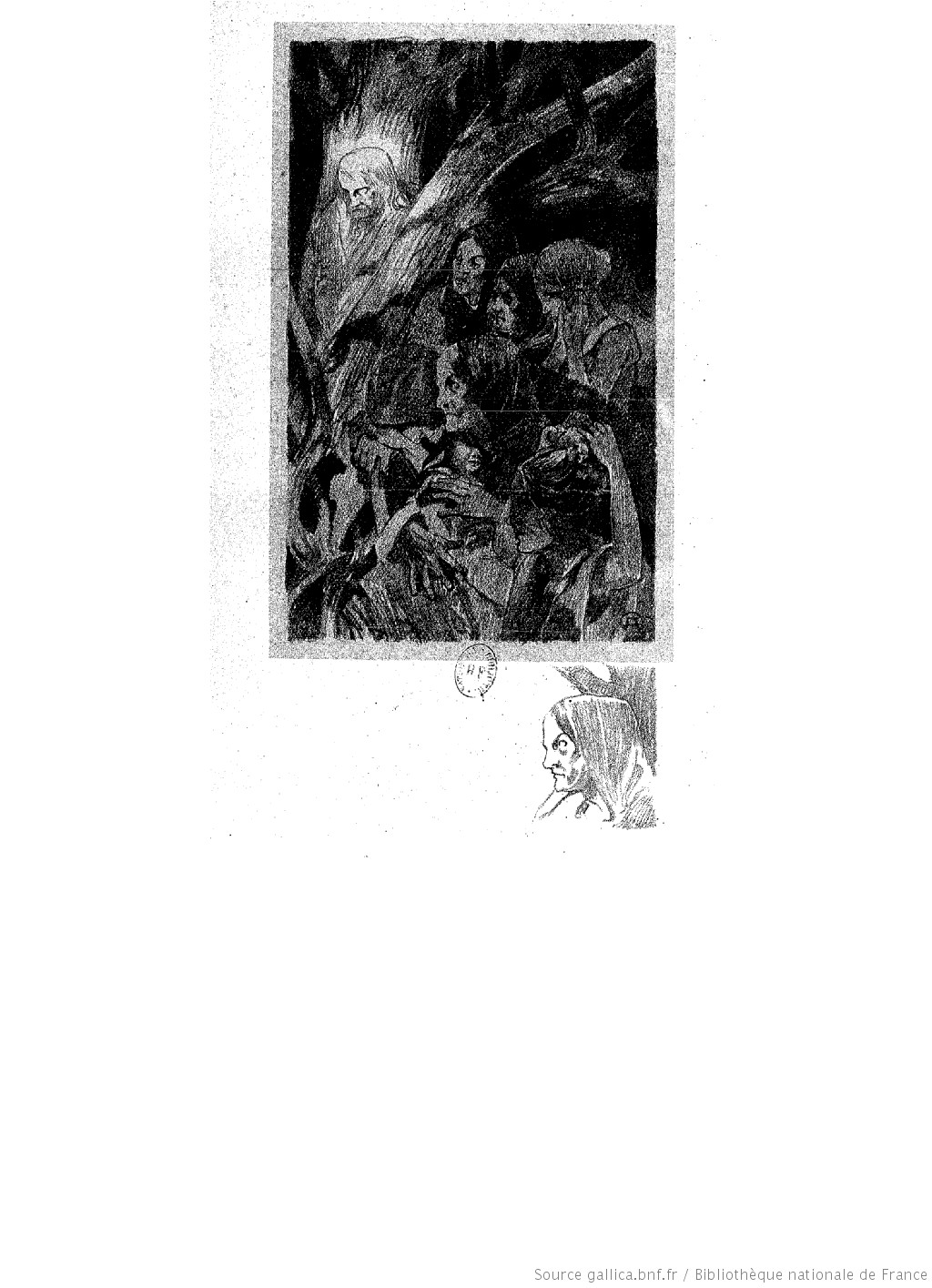
Auguste Donnay, illustration pour Les Aveugles, in Théâtre de Maurice Maeterlinck (1901).

Les Aveugles est une pièce de théâtre en un acte écrite en 1890 par le dramaturge belge Maurice Maeterlinck, publiée par Paul Lacomblez

## Liminaire
Les Aveugles sont, avec L'Intruse  une des deux premières pièces de Maurice Maeterlinck. 

## Intrigue
Douze aveugles, six hommes et six femmes, sont mis en scène. Ils sortent en promenade sous la conduite de l'aumônier de leur hospice. Le prêtre les fait asseoir sur des souches d'arbres et des pierres dans une « très ancienne forêt septentrionale » et leur dit d'attendre son retour. Mais il ne revient pas. La nuit tombe, les aveugles devisent entre eux...

## Publication
Les Aveugles est une des trois pièces publiées en 1901-1902, dans Théâtre : illustré, comprenant dix compositions d'Auguste Donnay, (1862-1921) (Théâtre. sur Gallica, comprend La Princesse Maleine, L'Intruse, Les Aveugles, chez Edmond Deman, 1901.)    